# 一宮グループ
一宮グループ（いちみやグループ）は、一宮工務店･日泉化学･一宮運輸などの企業で構成される企業グループである。愛媛県新居浜市にグループの拠点を置いている。愛媛県新居浜市西原町2丁目4番34号にグループのセンタービルがあり、グループの構成企業などが入居している。

## 構成企業

### 建設ブロック
- 一宮工務店（愛媛県大洲市） - 建築、土木建設、不動産事業
- 泉陽生コン（愛媛県新居浜市） - 生コン製造･販売
- 一宮興産（愛媛県新居浜市） - 不動産事業、保険代理店事業
- IGメガソーラー（愛媛県新居浜市）　- 太陽光発電事業
- 協同組合一宮グループ（愛媛県新居浜市） - グループ内の金融･社員教育･福利厚生事業

### 化学ブロック
- 日泉化学（愛媛県新居浜市） - 自動車部品･電子部品等の製造･販売
- 一宮化成工業（愛媛県新居浜市） - 各種樹脂製品の製造･販売
- 近泉化学工業（滋賀県湖南市） - 各種樹脂製品の製造･販売
- 日泉ポリテック（愛媛県大洲市） - ポリエチレンフィルム等の製造･販売
- アイシーシー（愛媛県新居浜市） - システム開発、プロバイダー事業、事務受託、事務製品の販売
- NISSEN CHEMICAL SINGAPORE PTE. LTD.
- NISSEN CHEMICAL AMERICA, INC.
- NISSEN CHEMITEC (THAILAND) LIMITED
- PT. NISSEN CHEMITEC INDONESIA
- NISSEN CHEMITEC MEXICO S.A. DE C.V.

### 物流ブロック
- 一宮運輸（愛媛県新居浜市） - 一般貨物自動車運送事業、引越し事業、産業廃棄物処理、労働者派遣事業等
- 伊予商運（愛媛県伊予郡松前町） - 一般貨物自動車運送事業、港湾荷役事業、海運代理店事業、旅行･損害保険店事業等
- 関東イチミヤ物流サービス（茨城県東茨城郡茨城町） - 一般貨物自動車運送事業、産業廃棄物事業等
- イチミヤ物流サービス（岩手県奥州市） - 一般貨物自動車運送事業、産業廃棄物事業等
- イチミヤワークサービス（愛媛県新居浜市） - 人材派遣･請負事業
- ICHIMIYA (THAILAND) CO., LTD.
- アンカレッジ・マリーナ（愛媛県松山市） - マリンレジャ用品の販売、小型船舶操縦士免許教室の運営、損害保険事業等